# Tratado de Ilbesheim
El tratado de Ilbesheim fue un acuerdo firmado el 7 de noviembre de 1704 entre la princesa electora de Baviera Teresa Cunegunda Sobieska, esposa de Maximiliano II Manuel, y José I del Sacro Imperio Romano Germánico, en el marco de la guerra de sucesión española.
Según los términos del tratado de Versalles de 1701, Maximiliano Manuel de Baviera, hermano de Luis XIV de Francia, estaba aliado con Francia y España en la guerra de sucesión española. Tras la grave derrota de las tropas franco-bávaras por las fuerzas de la Gran Alianza en la batalla de Höchstädt en agosto de 1704, el elector Maximiliano Manuel había delegado el gobierno de Baviera en su esposa. 
Según los términos del acuerdo, Baviera sería ocupada por las tropas del Sacro Imperio, sus arsenales entregados a las tropas imperiales y su ejército reducido a un número mínimo de efectivos; las fortalezas construidas en Münich en el transcurso de la guerra deberían ser destruidas. Asimismo José I impuso fuertes contribuciones con las que financiar los gastos de la guerra.
El tratado, tras la derrota de Höchstädt, supondría la retirada definitiva de los apoyos dados durante la guerra por el electorado de Baviera a la coalición franco-española. 